# 그려라, 터치! 내가 만드는 세상
《그려라, 터치! 내가 만드는 세상》(Drawn to Life)는 자신이 직접 터치펜으로 그린 캐릭터를 조작하는 새로운 방식의 액션 어드벤처 게임이다.

## 스토리
사악한 마음에 사로잡힌 라포사 마을 주민 윌프리가 세상의 사물들을 그리는 방법이 담긴 「생명의 책」을 찢어내어 바람에 날려 버렸다. 책이 찢어지자 창조자는 실망하여 「창조의 방」을 닫아버리고, 빛조차도 사라져서 세상은 어둠 속에 파묻히게 되었다. 그로 인해 라포사 마을 사람들은 어둠을 피해 떠나버리고 남아있던 마을 사람들 중 창조자를 믿는 시장의 딸 마리가 플레이어를 불러낸다. 플레이어는 「창조자」가 되어 「영웅」을 그려내어 어둠 속에서 태어난 몬스터들을 물리쳐가며 「생명의 책」페이지를 모아 사라졌던 「영원의 불꽃」과 해와 달과 같은 사물들을 원래대로 돌려서 어둠을 몰아내고 마을을 원래 모습으로 되찾게 해야 한다.

## 특징
내가 그린 캐릭터로 게임 속 세상을 구해낸다.

### 자기가 그린 캐릭터나 아이템으로 게임을 진행
「영웅」이 되어 활약하는 캐릭터를 직접 그려낼 수 있으며 십자 버튼으로 간단하게 조작할 수 있다.
또한 몬스터를 쓰러뜨리는 강력한 무기, 높은 곳으로 갈 수 있는 구름이나 점프대 등 게임의 진행에 필요한 사물들을 그릴 수 있다.

### 그림 그리기에 자신이 없는 분들도 안심
25색의 기본색상 팔레트와 붓, 지우개 등의 여러 가지 도구들이 갖추어져 있어, 터치펜으로 손쉽게 캐릭터나 무기, 탈 것을 그릴 수 있다. 또한, 그림 그리기에 자신 없는 분들도 예제 목록에서 기본 캐릭터들을 불러들여 수정하여 그릴 수 있다.

### 무선 통신 기능
자신이 그린 캐릭터 디자인을 DS의 무선 통신 기능을 통해 친구들과 교환할 수 있으며, 교환할 캐릭터로도 플레이할 수 있다.

## 게임 플레이
게임은 세 가지의 모드로 나뉜다.

### 마을 모드
포괄적인 중심지이며, 플레이어가 스토리를 진행하고 라포사와 접촉한다. 어드벤처 모드나 레벨에 접근하며 얻은 라포동전으로 이삭 씨의 가게에서 다양한 아이템을 살 수 있으며, 게임 진행을 하다보면 미니게임을 플레이할 수 있다. 마을 축제에 참가하고, 도둑을 잡아 마을의 번영을 도울 수 있다.
- 「창조의 방」- 플레이어가 그린 마을의 창조물과 무기를 수정하거나 다른 「영웅」들을 그릴 수 있다.
- 「영원의 불꽃」-특정 라포의 집이나 마을의 다른 부분에 덮인 어둠을 제거하여 스토리 진행에 도움을 준다.
- 「아이템 샵」-어드벤처에서 찾은 「비밀」로 해금된 아이템을 라포 동전으로 노래와 게임, 색깔과 무늬, 도장과 특수 능력들을 살 수 있다.
- 「소원의 우물」-라포 동전을 우물에 던지면 선물을 받을 수 있다. 일정량의 동전 수에 도달할 때 목숨의 여분을 늘려주거나 도장 도안 하나과 무늬 도안 하나를 얻을 수 있다. 우물에 동전이 가득 차면 「제작자의 숲」에 들어갈 수 있다.

### 어드벤처 모드
횡스크롤식의 플랫폼 게임의 형태로 16개의 독특한 스테이지와 4개의 스테이지가 있다. 어드벤처 모드는 게임 플레이에 있어서 큰 주축을 이루는 부분이다. 이 모드에서 플레이어는 한 스테이지 당 세 명의 라포사를 구하고, 마을에 새 오브젝트를 구할 수 있도록 「생명의 책」 페이지의 네 조각을 찾아 와야 하고, 세 가지의 「비밀」을 찾아 아이템을 해금할 수 있다.
각 레벨에서 그 스테이지를 통과하기 위한 오브젝트를 그리기 위해 이젤을 터치해 그리기 모드를 실행할 수 있다.

### 그리기 모드
플레이어가 새 오브젝트, 무기, 그리고 「영웅」을 그리기 위해 사용하는 도구는 마이크로소프트의 그림판을 축소해 놓은 것과 비슷하다. 그리기는 터치펜과 터치스크린을 통해 할 수 있다.

## 맵
16개의 스테이지와 4개의 스테이지가 있다.

### 「눈의 문」
- 눈밭- 어드벤처 모드의 튜토리얼. 조작과 어둠 제거, 그리기에 관한 방법을 알려준다. 마을에 최후로 남아있다 떠났던 신디의 가족을 찾으러 간 시장을 구출하면 성공한다.
- 눈 덮인 산-「영원의 불꽃」페이지가 있는 스테이지이다. 이삭 씨와 그의 아내와 신디가 갇혀있었다.
- 눈의 동굴-마을의 빛을 되찾고 눈을 녹이기 위해 시장이「태양」페이지를 찾아달라 부탁한다. 브라운 농부와 그의 아내와 딸이 갇혀있었다.
- 반야밭-마을 이름을 완성 한 다음 시장이 마을 주민들의 배고픔을 해결하기 위해 영웅에게「반야 줄기」페이지를 찾아와 달라고 부탁한다. 쿠키 요리사와 그의 조수들이 갇혔었다.
- 얼음 호수-「반야 줄기」페이지를 되찾아 그려넣은 후 쿠키 요리사 가게의 표지판을 그려주고 마을 주민들이 더움에 지쳐 있고 작물이 시들자 영웅에게 「비구름」페이지를 찾아와 주기를 부탁한다. 뚜바와 그의 어머니와 아버지가 갇혔었다.
- 보스 얼음 바람-윌프리에 의해 부패된 것으로 보이는 용이다. 천장의 어둠 우리에 갇혀 있는 헤더를 지키고 있다. 처음 길을 따라 영웅이 싸울 장소까지 쫓는다. 도착하면 얼음 바람은 고드름을 발사하고 물려고 한다. 하지만 「눈 발사기」의 눈덩이를 맞으면, 얼음 바람은 움직일 수 없고 공격에 약해지기 쉬워진다.

### 「숲의 문」
- 어스름 숲-얼음 바람을 물리치고 마을의 동쪽을 연 뒤, 계속되는 낮에 지친 주민에게 휴식을 위해 「밤하늘」 페이지를 찾아오도록 부탁한다. 숲이므로 높이가 있어서 가져온 「날개」 페이지와 보다 수월한 진행을 위해 새로운 무기인 「도토리 총」 페이지를 완성하는 것이 숲의 문에 들어가기 전 조위가 마리에게 줄 꽃을 가져오기 위해 먼저 들어가버려 마리가 걱정을 하게 했다. 스테이지 후반에 조위와 재회해 꽃을 그려준다. 전설의 도둑 샤샤와 주민들이 갇혔었다.
- 달의 숲-원하던 밤이 되었으나 너무나도 어두워 앞을 볼 수 없게 되어 불편을 겪게 되고 무방비한 마을에 샤샤가 범행을 해 브라운 농부와 쿠키 아저씨의 물건과 조위의 꽃이 도난당하게 된다. 앞이 보이기를 원하는 주민들을 위해 「달」 페이지를 찾아달라 부탁한다. 귀뚤이 형사와 그의 조수들이 갇혔었다.
- 톱니바퀴 공장-마을의 사건이 해결되고, 시장은 마을 사람들과 마리를 위한 마을 축제를 계획하는데 그 전에 마을 광장의 고장난 시계를 작동하도록 「시곗 바늘」 페이지를 찾아 오도록 부탁한다. 나비즈 멤버들이 갇혀 있었다.
- 별의 숲-마을 시계를 고친 뒤 마을 축제를 성공적으로 끝내고, 밤하늘 관찰을 위한 「천문대」 페이지를 찾아오도록 부탁하였다. 갈릴레오와 주민들이 갇혀 있었다.
- 보스 죽음의 나무-윌프리에 의해 부패한 나무이다.직접적으로 공격하지는 않지만, 어둠 군단을 소환해 공격하도록 한다. 네 개의 솔방울이 죽음의 나무를 방어하는데, 「도토리 총」으로 파괴하면 사무엘이 갇힌 나무 속에서 나무를 부패시킨 어두운 짐승을 대면할 수 있다.

### 「섬의 문」
- 서핑 바닷가-죽음의 나무를 쓰러뜨리고 마을 북쪽을 연 뒤, 마을 사람들이 바닷가의 존재에 기뻐한다. 바다로 가는 영웅을 위해 사무엘이 「오리발」 페이지를 건네주고, 마을 북쪽 바닷가로 놀러온 조위가 떠내려온 병에 담긴 「불주카」 페이지를 주워 영웅에게 건넨다. 만반의 준비를 끝낸 영웅에게 시장은 바닷가의 마을 사람들을 위해 「물놀이 세트」 페이지를 찾아 오도록 부탁한다.
- 코리 밀림-북적거리는 북쪽 바닷가의 모습을 보는 마리는 다음 시장이 돼야 한다는 심적 부담감에 의해 혼자 바닷가를 보고 싶은 마음이 되지 않자 실망하나 영웅이 열어준 비밀 바닷가에 기뻐한다. 마리를 찾아온 시장은 영웅에게 비밀 바닷가의 허전함을 채워줄 「코리 나무」 페이지를 찾아오도록 부탁한다.
- 아귀 섬-「큰 동상」인디
- 소라 유적지-「등대」「카오린 덤불」턱수염 해적
- 보스 아귀 왕-윌프리에 의해 부패된 거대한 아귀이다. 그는 산호 왕관으로부터 어둠 물고기를 소환할 수 있다. 영웅을 해저 터널에서 쫓아, 초코 백작이 갇혀 있는 막다른 동굴에 다다르게 한다. 아귀 왕은 스크린을 가로질러 돌진하며 어둠 물고기를 소환해 영웅을 다치게 하려고 하지만 「불주카」로 물리치면 배가 뒤집혀 물 위에 떠올라서 죽는다.

### 「도시의 문」
- 라포 도시-「비밀 문」
- 바람의 언덕-「전설의 검」
- 라포 성-시장이 마리를 정식 후임이 되게하는 대대로 내려오는 풍습을 위한 특별 페이지를 찾아달라고 부탁한다. 하지만 문에 들어가기 전에 윌프리가 시장을 외딴 곳에 이끌어 생명의 책을 빼앗고 시장은 쓰러진다. 이 스테이지는 다고쳐 선생님과 조수가 갇힌 스테이지이다.
- 보스 그림자 동굴-「전설의 검」으로 윌프리의 전갈과 싸우고, 윌프리와 싸운다.

## 평가
| 평론 점수 평론사 점수 DS iOS 유로게이머 6/10 [ 1 ] N/A 패미츠 31/40 [ 2 ] N/A 게임 인포머 7/10 [ 3 ] N/A 게임 레볼루션 B [ 4 ] N/A 게임프로 [ 5 ] N/A 게임스팟 7.5/10 [ 6 ] N/A 게임스파이 [ 7 ] N/A 게임존 7.5/10 [ 8 ] N/A IGN 7.9/10 [ 9 ] N/A 닌텐도 파워 7.5/10 [ 10 ] N/A 통합 점수 메타크리틱 73/100 [ 11 ] 53/100 [ 12 ] |        |        |
| 평론 점수 |        |        |
| 평론사 | 점수   | 점수   |
| 평론사 | DS     | iOS    |
| 유로게이머 | 6/10   | N/A    |
| 패미츠 | 31/40  | N/A    |
| 게임 인포머 | 7/10   | N/A    |
| 게임 레볼루션 | B      | N/A    |
| 게임프로 | [ 5 ]  | N/A    |
| 게임스팟 | 7.5/10 | N/A    |
| 게임스파이 | [ 7 ]  | N/A    |
| 게임존 | 7.5/10 | N/A    |
| IGN | 7.9/10 | N/A    |
| 닌텐도 파워 | 7.5/10 | N/A    |
| 통합 점수 |        |        |
| 메타크리틱 | 73/100 | 53/100 |